# Венцель (курфюрст Саксонии)
Венцель I (нем. Wenzel I, около 1337—11 мая 1388, Целле) — герцог Саксен-Виттенбергский, курфюрст Саксонии.

## Биография
Венцель был сыном курфюрста Саксонии Рудольфа I от третьей жены Агнессы Линдов-Руппинской. В 1370 году умер, не имея наследников мужского пола, его старший брат Рудольфа II, и Венцель унаследовал от него титул курфюрста Саксонии.
В 1369 году скончался, не имея наследников, герцог Вильгельм II Брауншвейг-Люнебургский, и император Карл IV передал княжество Люнебург племяннику Рудольфа II Альбрехту. Герцог Магнус II Брауншвейг-Вольфенбюттельский не согласился с этим решением, и вспыхнула война за люнебургское наследство. Венцель участвовал в этой войне вместе с Альбрехтом, но неудачно. В 1376 году принял участие в выборах Венцеля Ленивого немецким королём. В делах Священной Римской империи стоял на стороне императора.
В 1388 году Венцель неожиданно умер во время осады Целле; современники подозревали, что он был отравлен.

## Семья и дети
23 января 1376 года Венцель женился на Сесилии, дочери сеньора Падуи Франческо Старого. Их дети:
- Рудольф (до 1367—1419)
- Венцель (ум.1402)
- Эрих (умер в младенчестве)
- Анна (ум.1426), замужем за Фридрихом I Брауншвейг-Люнебургским
- Альбрехт (ум.1422)
- Маргарет, замужем за Бернхардом I Брауншвейг-Люнебургским